# Svarthällberget
Svarthällberget är ett naturreservat i Kalix kommun i Norrbottens län.
Området är naturskyddat sedan 1995 och är 0,6 kvadratkilometer stort. Reservatet omfattar Svarthällbergets sydsluttning ner mot Bottenviken. Skogen på berget består mest av gran men även lövträd.